# Parczew

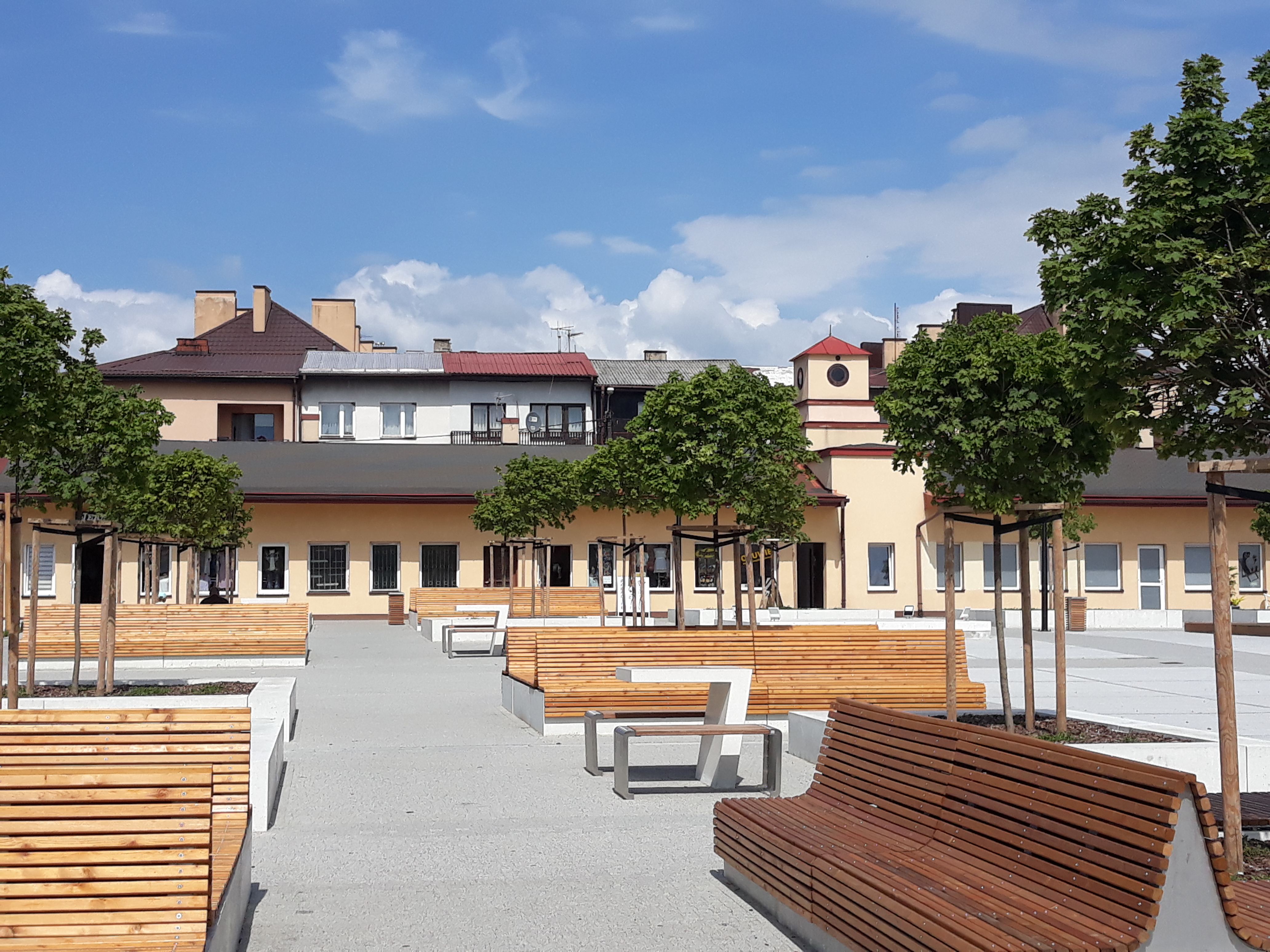
Freiheitsplatz

Parczew ist eine Stadt im Powiat Parczewski der Woiwodschaft Lublin in Polen und liegt am Zusammenfluss der Flüsse Konotopa und Kołodziejka. Die Stadt liegt etwa 50 km vom Grenzübergang nach Belarus (Sławatycze) entfernt. Die Stadt ist Sitz der gleichnamigen Stadt-und-Land-Gemeinde mit mehr als 14.500 Einwohnern und des Powiats.

## Geschichte
Parczew wurde erstmals im Jahre 1235 erwähnt. 1401 erhielt der Ort von Władysław Jagiełło die Stadtrechte. 1413 wurde die Stadt am Kongress in Horodło als Tagungsort des designierten polnisch-litauischen Parlaments. Von da an wurde es zu einem wichtigen Zentrum des politischen Lebens. Jahrhundertelang hatte die jüdische Gemeinde einen großen Einfluss auf Parczew. Władysław IV. erneuerte 1633 das Privileg der jüdischen Gemeinde, eine Synagoge und einen jüdischen Friedhof zu betreiben. 
Am 29. und 30. September 1939 fand die Schlacht bei Parczew statt, zwischen den auf Kock vorgehenden Truppen der Operationsgruppe Polesie unter General Kleeberg und den in Ostpolen eindringenden sowjetischen Truppen.
Vor dem Zweiten Weltkrieg machte die jüdische Gemeinde 50 % der Bevölkerung aus, die von der deutschen Besatzung im hier errichteten Ghetto gedrängt wurden. 1942 wurde das Ghetto aufgelöst und die Bewohner in das Vernichtungslager Treblinka transportiert. Die um 1875 gebaute Synagoge wurde stark verwüstet. Das Gebäude wurde nach dem Krieg wieder aufgebaut und als Fabrik genutzt.

## Gemeinde
Zur Stadt-und-Land-Gemeinde gehören neben der Stadt Parczew 19 Ortschaften mit einem Schulzenamt.

## Städtepartnerschaften
Parczew listet drei Partnerstädte auf:
| Stadt     | Land                           | seit |
| --------- | ------------------------------ | ---- |
| Bressuire | Nouvelle-Aquitaine, Frankreich | 1998 |
| Ljuboml   | Wolyn, Ukraine                 | 2008 |
| Prienai   | Kaunas, Litauen                | 2010 |

## Persönlichkeiten
- Tomasz Dudziński (* 1973), Jurist, Politiker (PiS) und Abgeordneter des Sejm.